# Changkhyim
Changkhyim (Ngawang Khyenrab Pälsang) aussi appelé Khenrab Changchub Palzang (? - 1920) était un moine et un homme politique tibétain.

## Carrière
En 1903, alors Kalon Lama du cabinet ministériel (Kashag), il fut  accusé par le Tsongdu (assemblée nationale tibétaine) de trahison avec deux autres membres du Kashag, Paljor Dorje Shatra et Sholkhang. Le 13e dalai-lama l’a relevé de ses fonctions et congédié.
Fin 1907, alors que le dalaï-lama à Xi'an, en exil du Tibet, il le nomme Premier ministre avec deux autres Lonchens, Paljor Dorje Shatra et Sholkhang, pour qu'ils aident Lobsang Gyaltsen, régent du Tibet. 
Quand le dalaï-lama retourna à Lhassa, il lui accorda à nouveau sa confiance. En 1908, le dalaï-lama créa le bureau de Lonchen de trois premiers ministres. En 1910, il accompagna le dalaï-lama lors de son exil en Inde britannique.